# Portada/article juliol 27

## Hermes amb Dionís infant
Hermes amb Dionís infant és una escultura grega de marbre. Atribuïda a l'escultor Praxíteles del període clàssic final o bé, segons altres autors, a una còpia del segle I d'un original del mateix artista del 350-330 aC. Va ser descoberta el 1877 a les ruïnes del Temple d'Hera i actualment està exposada al Museu Arqueològic d'Olímpia. Els conceptes de perfil grec, nas grec i corba praxitèlica han passat a ser un model de bellesa clàssica.
El grup està tallat en un bloc de la millor qualitat de marbre de Paros. Hermes mesura entre 210 i 212 centímetres, i l'obra completa amb la base fa uns 370 centímetres. El peu dret d'Hermes està unit a un tros de sòcol, que té forats que no encaixen a la corona de la base, la qual cosa reflecteix els canvis realitzats a l'estàtua. Altres parts del grup estan igualment separades. Tanmateix, el tronc de l'arbre s'adossa al maluc d'Hermes per a la col·locació d'un pont.